# کمیساری ۲۶ باکو
کمیساری ۲۶ باکو (به لاتین: İyirmi Altı Bakı Komissarı) یک منطقه مسکونی پیشین در جمهوری آذربایجان است که در شهرستان نفت‌چاله واقع شده‌است.

## تاریخچه
این ناحیه در ۱۹ می ۱۹۹۳ میلادی با شهرک حسن‌آباد ادغام شد.